# Adolf Noether
Adolf Emil Noether (* 9. Dezember 1855 in Dresden; † 8. Juli 1943 ebenda) war ein deutscher Landschafts- und Blumenmaler in Dresden. Er arbeitete auch als Kopist für die Dresdner Gemäldegalerie.

## Leben
Adolf Noether wurde 1855 in gut bürgerlichen Verhältnissen in Dresden geboren. Um 1875 besuchte er die Kunstakademie in Dresden. Dort lernte er den bekannten Dresdner Maler Ludwig Richter kennen.

Frauenkirche und Burgberg in Meißen

Mit den Jahren entwickelte Noether eine für ihn charakteristische Mischtechnik in der Aquarellmalerei. Um seinen Bildern mehr Tiefe und Ausdruck zu verleihen, nutzte er Kohle und Bleistift zur Verdeutlichung von Konturen. Zu seinen Werken zählen auch Zeichnungen von Blumen, beispielsweise die Rosen auf einem Fächer aus Seide, beim Wettbewerb zur Ausstellung 1891 in Karlsruhe oder in einer Mappe mit Blumenstudien. Seine Landschafts und Stadtansichten wurden auch als Postkartenmotive verwendet. Arbeiten von gelangten an das im Stadtmuseum Bautzen und nach Dresden. Noether starb 1943 im Alter von 88 Jahren.
Aquarelle (Auswahl)
- Ansicht der Festung Königstein von der Abendseite um 1890
- Wachwitz ca. 1892.
- Die Elbe nahe der Stadt Wehlen 1922